# Henry Hugh Tudor
Pour les articles homonymes, voir Tudor et Henri Tudor (homonymie).
Henry Hugh Tudor (né en 1871 et mort en 1965) est un officier britannique. Il participe comme officier subalterne à la seconde guerre des Boers et comme officier supérieur à la Première Guerre mondiale. Tudor est surtout connu pour son rôle dans la Guerre d'indépendance irlandaise de 1920 à 1921 et pour ses fonctions dans la police de Palestine.

## Biographie

### Enfance et début de carrière
Henry Hugh Tudor est né à Newton Abbot dans le comté du Devon en Angleterre, en 1871. En 1888, il s'inscrit à l'Académie royale militaire de Woolwich, il intègre par la suite le Royal Horse Artillery en 1890. Il est cantonné en Inde de 1890 à 1897, date de son retour en Angleterre.
Lors de la seconde guerre des Boers, il est envoyé en Afrique du Sud où il est grièvement blessé à la bataille de Magersfontein le 11 décembre 1899, il récupère rapidement et reprend son service. Au cours de la campagne il reçoit la médaille d'Afrique du Sud de la Reine avec quatre palmes, la médaille d'Afrique du Sud du Roi avec deux palmes.
À la fin de la guerre, Tudor retourne en Inde de 1905 à 1910, puis il est envoyé en Égypte où il reste jusqu'au début de la Première Guerre mondiale.

### Première Guerre mondiale
Tudor est présent sur le front de l'Ouest à partir de décembre 1914 jusqu'à l'armistice de novembre 1918. Il gravit les échelons passant du rang de capitaine d'une batterie d'artillerie au rang de major général, il devient le commandant de la 9e (Scottish) Division (en). Il continue à commander cette division après le 11 novembre 1918, dans le cadre de l'armée du Rhin, jusqu'à sa dissolution en mars 1919.
Tudor est un artilleur professionnel et visionnaire : l'historien Paddy Griffith le décrit comme un « expert tacticien ». C'est un officier qui passe beaucoup de temps sur les lignes de front : lors de la bataille de Passchendaele en octobre 1917, il a failli être tué quand un éclat d'obus le touche à la tête et brise son casque. Il est le premier général britannique à utiliser des écrans de fumée et l'un des premiers partisans de tirs préréglés d'artillerie. Il suggère une attaque avec des chars dans le secteur de Cambrai en juillet 1917. Ses idées sur l'utilisation de l'artillerie ont contribué à jeter les bases de la percée britannique lors de cette bataille en novembre 1917. Au cours de l'offensive Michael, la première offensive allemande du printemps 1918, il a failli être capturé par les Allemands.

### Irlande
Après la dissolution de la 9e (Scottish) Division (en), Tudor se retrouve à nouveau en poste en Égypte et en Inde. En mai 1920, il est nommé « Conseiller de police » à l'administration du château de Dublin et il est promu au grade de lieutenant-général. Il est considéré que la nomination au poste de « Conseiller de police » provient de son amitié avec le secrétaire d'État à la guerre, Winston Churchill. Tudor a rencontré Churchill à Bangalore en 1895, les deux hommes sont devenus amis proches. Lorsque Churchill sert comme officier d'infanterie sur le front occidental au début de 1916, il est affecté dans le même secteur que Tudor, près de bois de Ploegsteert.

#### La situation
Lorsque Tudor prend son nouveau poste à Dublin, la guerre d'indépendance irlandaise est sur le point d'entraîner une crise : en effet, le régime britannique en Irlande est sur le point de s'effondrer. Le moral et l'efficacité de la Royal Irish Constabulary sont en nette diminution : l'Armée républicaine irlandaise pratique la guérilla en faisant des embuscades aux patrouilles de police, brûlant les casernes de police en organisant le boycott les policiers et leurs familles. De plus, les cheminots se mettent en grève et refusent de faire circuler les trains transportant des policiers armés ou des troupes. Les commerçants refusent d'avoir comme client des membres de la police. Les recrues de la police et les fonctionnaires sont attaqués et intimidés. Les femmes amicales avec la police sont tondues. Tout ce qui appartient à la police est soit détruit, soit volé : dans certains cas, les vélos de police sont volés, alors que leurs propriétaires sont à l'église.
Pendant ce temps, le Sinn Féin qui a proclamé la république d'Irlande en 1919 à la suite de l'insurrection de Pâques de 1916, tente de construire une alternative d'État. Les gouvernements locaux reconnaissent l'autorité de la First Dail. Des membres de l'IRA agissent comme police républicaine. Les tribunaux républicains mis en place jugent les affaires civiles et pénales. Dans de nombreuses régions d'Irlande, la République devient réalité.
Le rôle de Tudor, est de remotiver la police, de punir le crime et de rétablir la loi et l'ordre : « Je n'avais rien à voir avec la politique », écrit-il plus tard. Lors d'une conférence du Cabinet le 23 juillet 1920, tandis que ses collègues Dublin Castle appellent à une offre de Home Rule de identique au Dominion comme pour le Canada qui sera finalement négocié en décembre 1921, Tudor est convaincu « qu'avec le soutien nécessaire, il est possible d'écraser la campagne de rébellion ». Il considère que « Le pays tout entier est intimidé... et prie Dieu pour des mesures fortes ».
Le gouvernement britannique choisit la ligne dure : le 9 août 1920, le Parlement adopte une loi visant au rétablissement de l'ordre en Irlande. Cette loi donne l’exécutif britannique au château de Dublin le pouvoir de gouverner par décrets ; de remplacer les juridictions pénales par des cours martiales, de remplacer les enquêtes du coroner par des enquêtes militaires des tribunaux militaires et enfin de punir les assemblées locales mécontentes en leur refusant les subventions.

#### À la tête de la police
Comme conseiller de la police, Tudor prend le contrôle des forces de police d'Irlande et devient « chef de police ». Sous son administration, la police est militarisée. Tudor indique lors de la conférence du Cabinet du 23 juillet 1920, que le RIC est devenu inefficace comme force de police, mais il considère que comme corps militaire, le RIC retrouve son efficacité. Comme son patron Churchill, Tudor donne des postes de police à ses amis et collègues militaires : ainsi le général de brigade Ormonde Winter devient conseiller de police adjoint et chef du renseignement : « Il a été mon capitaine dans une batterie à Rawalpindi » déclare Tudor et « nous avions fait beaucoup de courses ensemble lors de réunions en Inde ». Le RIC est renforcé par des anciens soldats et marins, les « Black and Tans ». Avec le déploiement de 2 divisions supplémentaires en Irak et la menace de grève des mineurs de charbon britanniques en septembre 1920 l'armée est mise à rude épreuve. Tudor décide de créer la Division auxiliaire, division temporaire de gendarmerie composée d'anciens officiers dont l'effectif atteint 1 500 hommes en juillet 1921. Cette division est commandée par une paire d'officiers coloniaux expérimentés : brigadier-général FP Crozier et le brigadier-général EA Wood.

#### Représailles et indiscipline
Tudor arrive à rétablir le moral du RIC ainsi que le recrutement, cependant son action est faible concernant le rétablissement de la discipline. Lorsque des policiers ou des auxiliaires de police sont tués dans des embuscades ou des attaques, leurs camarades réalisent des représailles contre les républicains irlandais et leur communauté : certaines de ces représailles sont spontanées et qualifiées « d'émeutes de police », mais d'autres par contre sont organisées et dirigées par des fonctionnaires de la police locale. Les réponses de Tudor à ces phénomènes criminels d'indiscipline sont ambiguës et peu d'ampleur : dans une note sur la discipline datée du 12 novembre 1920, Tudor demandent à ses hommes de conserver « la plus grande discipline » mais les assurant « du plus grand soutien dans des actions plus radicales contre les membres de cette bande d'assassins appelée IRA ».
Macready le commandant en chef d'Irlande est initialement impressionné par Tudor et pense qu'il pourrait se débarrasser des « idiots incompétents » placés à la tête de la police irlandaise. Au fur et à mesure, Macready et le CIGS Henry Wilson deviennent de plus en plus préoccupé par Tudor qui, avec la complicité de Lloyd George faisant des allusions à ce sujet, pratique une politique officieuse d'assassinat politique pour tuer les hommes de l'IRA en représailles aux morts dans les forces pro-Couronne.
Après l'assassinat d'un prêtre catholique par un fou auxiliaire en décembre 1920, un fonctionnaire du Château note dans son journal qu'« il [Tudor] a une certaine sympathie pour le tueur », ces hommes considèrent qu'ils ne seront jamais punis en voyant l'approbation passive de leurs officiers supérieurs comme Tudor.
Après le meurtre de 16 « Black and Tans » dans une embuscade à Macroom, dans le comté de Cork, la loi martiale est déclarée le 10 décembre 1920 dans les quatre comtés de Cork, de Munster, de Tipperary, de Kerry et de Limerick. Le 23 décembre 1920, le Home rules devient une loi, à la grande joie de la faction d'opposition, Asquith, le parti libéral et le Parti travailliste. Tudor participe à une conférence spéciale le 29 décembre 1920 avec Wilson, Macready et John Anderson, le Chef de la fonction publique à Dublin au cours de laquelle ils conviennent qu'aucune trêve ne serait autorisé pour les élections au Parlement de Dublin et qu'au moins quatre mois de loi martiale serait nécessaire pour rétablir l'ordre, la date des élections est donc fixée à mai 1921. La loi martiale est étendue au reste de Munster (comtés de Waterford et Clare) et une partie du Leinster (comtés de Kilkenny et Wexford).
Les mesures de représailles sont un scandale en Grande-Bretagne. Dans la première moitié de 1921, avec l'amélioration de la discipline policière, les représailles de la police deviennent moins répandues, mais cette amélioration vient trop tard : les dommages et conséquences politiques sont irréversibles. En 1921, Macready n'a plus confiance en Tudor, également critiqué par Robertson sous lequel il a servi dans l'Armée du Rhin. Il pense que le CIR est maintenant peu fiable. La guerre d'indépendance irlandaise atteint son apogée au cours de la première moitié de 1921, le nombre de décès chez les forces pro-Couronne est environ le double de ceux de la seconde moitié de 1920. En mai 1921, il est clair que la stratégie du gouvernement basée sur la combinaison de répressions limitées et de concessions limitées a échoué.
Avec les élections irlandaises et la menace de grève de la Triple Alliance levée, un renfort de 17 bataillons de l'armée est envoyé en Irlande amenant la force britannique à 60 000 hommes en juin et juillet 1921. Finalement les politiciens décident d'arrêter les frais et plutôt que de mener une guerre de reconquête ou de négocier la paix avec les insurgés, ils ouvrent des pourparlers secrets avec James Craig et Éamon de Valera. Une trêve est convenue en juillet 1921 et un traité est signé en décembre.

### Palestine
Tudor reste chef de la police jusqu'à ce que la démobilisation et la dissolution du RIC. En mai 1922, Churchill, devenu secrétaire d'État aux Colonies, lui trouve un nouveau poste en Palestine. Tudor devient directeur de la Sécurité publique, avec le grade temporaire de vice-marshal de l'armée de l'air. Le mois suivant, Tudor est promu officier commandant des Forces aériennes de la RAF en Palestine. Il reste commandant des forces aériennes jusqu'en février 1924 où il remet son poste à Eugene Gerrard (en). Au cours de son séjour en Palestine, Tudor crée une gendarmerie européenne qui comprend de nombreux ex-Black and Tans et d'auxiliaires.

### Dernières années
En 1923, Tudor est fait chevalier commandeur de l'ordre du Bain. En 1924, il se retire de son poste de directeur de la Sécurité publique en Palestine et de l'armée. Il émigre ensuite à Terre-Neuve où il reste pour le reste de sa vie. Dans les années 1950, la présence de Tudor à Terre-Neuve est parvenue à la connaissance de l'Armée républicaine irlandaise, deux de ses membres sont envoyés à St. John pour l'assassiner. Leur assassinat planifié est annulé après consultation avec un prêtre catholique, Mgr Joseph McDermott, qui les informent que leur plan d'évacuation est voué à l'échec. Tudor décède de causes naturelles à Saint-Jean de Terre-Neuve, le 25 septembre 1965. Son corps repose dans le cimetière anglican-protestante à côté du pénitencier de Sa Majesté sur le chemin Forest.

## Note et référence
- (en) Cet article est partiellement ou en totalité issu de l’article de Wikipédia en anglais intitulé « Henry Hugh Tudor » (voir la liste des auteurs).